# Thurston Moore
Thurston Moore (ur. 25 lipca 1958 w Coral Gables) – amerykański gitarzysta i wokalista zespołu Sonic Youth, udzielający się w wielu innych projektach. Były mąż Kim Gordon, basistki grupy, z którą wspólnie założyli zespół. Para pobrała się w 1984 roku, a ich córka urodziła się w 1994 roku. Rozwiedli się w 2013 roku.
Magazyn Rolling Stone sklasyfikował go na 33. miejscu listy najlepszych gitarzystów wszech czasów.
Pracował z takimi wykonawcami, jak Glenn Branca, Jad Fair, Lydia Lunch, Marianna Amacher, DJ Spooky, William Hooker, Daniel Carter, Christian Marclay, Mike Watt, Loren Mazzacane Connors, William Winant, Ryszard Piekło, Mats Gustafsson, Don Fleming, Rzecz, Nels Cline, Cock ESP, John Moloney, The Ex, Yamantaka oczu, Chris Corsano, Jemina Pearl, Yoko Ono i My Cat is an Alien.